# Willem Kes
Willem Kes (Dordrecht, 16 de febrer de 1856) fou un violinista i director d'orquestra neerlandès.
En la primera infantesa va rebre lliçons musicals de Ferdinand Böhme. Posteriorment pensionat pel rei dels Països Baixos, estudià amb F. David en el Conservatori de Leipzig, amb Henryk Wieniawski en el de Brussel·les i amb Joseph Joachim a Berlín.
Adquirí gran renom, especialment com a director d'orquestra. Després de dirigir en el seu país varis importants agrupacions instrumentals i corals, marxà a Rússia el 1898, sent nomenat director de la Societat Filharmònica, de Moscou, i del Conservatori de la mateixa ciutat, on entre els seus alumnes tingué a Dmitri Arakischwili; retornant a Alemanya per establir-se a Dresden el 1904.
Va compondre una Simfonia; una Balada amb cors per a orquestra, i altres obres de menor importància.